# 英國保守主義
英國保守主義和其他西方國家的保守主義有關，但也有著自己的獨特傳統。埃德蒙·伯克經常被認為是現代英國保守主義之父。伯克是輝格黨中的保守派成員，但現代的保守黨大多被認為是托利黨的繼承者。二戰之後，保守黨曾對左派工黨的社會主義政策讓步。然而1980年代之後，在柴契爾夫人的領導和基思·約瑟夫的影響下，英國保守主義意識形態出現戲劇性變化，向自由市場經濟政策和新自由主義（又稱柴契爾主義）發展。